# Amable Chassaigne
Amable Chassaigne (auch: Aimable Chassaigne; * 6. April 1885 in Thiers, Département Puy-de-Dôme; † 6. April 1962 ebenda) war ein französischer Bischof.

## Leben
Amable (auch: Aimable) Chassaigne studierte Rechtswissenschaft und wurde 1911 an der Sorbonne promoviert. Dann studierte er römisch-katholische Theologie und wurde am 29. Juli 1920 in Clermont-Ferrand zum Priester geweiht. Ab 1927 war er Generalvikar des Erzbistums Clermont. 1935 wurde er zum römischen Prälat ernannt. Am 6. Februar 1940 erfolgte die Ernennung zum Bischof von Tulle, am 25. April die Bischofsweihe. Am 23. Januar 1962 trat er von seinem Amt zurück und wurde Titularbischof von Aquae Albae in Byzacena. Im April starb er in seiner Geburtsstadt.
In der Zeit der Judenverfolgung durch das Vichy-Regime ab dem 26. August 1942 befahl er die Öffnung der Klöster zum Verstecken von Juden und rettete damit 14 jüdische Jugendliche.